# Кийдрамте
Кийдрамте́ (Київський драматичний театр) — театр Леся Курбаса, який діяв у 1920—1922 роках. Попередник театру «Березіль». З листопада 1920 мав назву — Державний мандрівний зразковий театр Народного Комісаріату Освіти УРСР.

## Історія театру
Театр був створений за ініціативи Леся Курбаса і Валентини Чистякової в травні 1920 року після виділення частини трупи зі складу Першого театру Української Радянської Республіки імені Шевченка. Лесь Курбас зібрав тут своїх найкращих акторів з попереднього театру, і під назвою «Кийдрамте» (Київський драматичний театр) трупа почала своє турне по містах Київщини.
Перший спектакль театру відбувся на літній відкритій сцені — в залізничному клубі станції Боярка. Після появи білополяків театр у червні 1920 переїхав до Білої Церкви, а згодом — до Умані.
В 1920—1921 театр гастролював по містах і селах Білоцерківщини та Уманщини. Над ним взяла шефство 45-а Волинська Червоно-прапорна стрілецька дивізія.
В листопаді 1920 театру присвоєно назву — Державний мандрівний зразковий театр Народного Комісаріату Освіти УРСР.
В театрі працювали: Данило Антонович, Ганна Бабіївна, Леонід Болобан, Януарій Бортник, Василь Василько, Гнат Ігнатович, Любов Гаккебуш, Павло Долина, Володимир Калин, Фавст Лопатинський, Рита Нещадименко, Валентина Чистякова, Наталія Пилипенко, Андрій Полонський, Антоніна Смерека, Віра Онацька, Леонід Предславич, Олександр Подорожний, Марія Марич, Іван Гавришко, Родіон Єфименко, Ольга Городиська, С. Левченко, І. Левченко, Клавдія Грай, М. Дуда-Грай, Лесь Липківський, Павло Гайворонський, Гавриленко, Вітецький та ін.
У драматичній студії «Кийдрамте» навчався майбутній поет Микола Бажан, актор Степан Шагайда, а також студійці уманського періоду — майбутні актори Федір Федорович, Олександр Супрун, Олександр Пономаренко, Ганна Лор. Олександр Супрун та Ганна Лор вступили до театру вже в Києві.
Тут же працювала актрисою і мати Леся Курбаса Ванда Адольфівна Яновичева, яка підтримувала сина у всіх творчих починаннях радянського періоду. Зокрема, вона зіграла стару черницю в «Гайдамаках», які Лесь Курбас поставив за однойменною поемою Тараса Шевченка.
З 1921 року художнім керівником театру був Михайло Дацків.
При театрі діяли: студія драматичного мистецтва, інструкторсько-режисерські курси для керівників сільських драмгуртків.
Спочатку в репертуарі Кийдрамте відновили постановки «Молодого театру» й Першого театру Української Радянської Республіки імені Шевченка. Згодом репертуар театру поповнився новими виставами: «Невольника» і «Пошились у дурні» М. Кропивницького, «Зілю-королевича» та «На перші гулі» С. Васильченка, «Ревізора» та «Одруження» М. Гоголя, «Макбета» В. Шекспіра, «Мірандоліну» Ґольдоні, «Марат», «Останній день Паризької комуни» та ін.
Весною 1921 театр переїхав до Харкова, де згодом припинив існування.
Переважна більшість творчого складу Кийдрамте 1922 року вступила до театру «Березіль» (у його київський період).

## Вистави
1920
- «Пошились у дурні» Кропивницького (перший спектакль)
- «Невольник» Кропивницького
- «Сатана» Я. Гордіна
- «Гріх» В. Винниченка
- «Танець бюрократів» Р. Біринського
- «Макбет» Шекспіра (прем'єра 20.08.1920, Біла Церква)

1921
- «Гайдамаки» Леся Курбаса за Т. Шевченком
- «Зіля-королевич» та «На перші гулі» С. Васильченка
- «Ревізор» та «Одруження» М. Гоголя
- «Мірандоліна» Ґольдоні
- «Марат» і «Останній день Паризької комуни» (одноактні п'єси на теми часів французької революції)

з репертуару Молодого театру, 1918
- «Тихого вечора» О. Олеся
- «Горе брехунові» Ф. Ґрільпарцера
- «Цар Едіп» Софокла

з репертуару театру ім. Шевченка, 1918
- «Панна Мара» В. Винниченка